# Chalcothèque

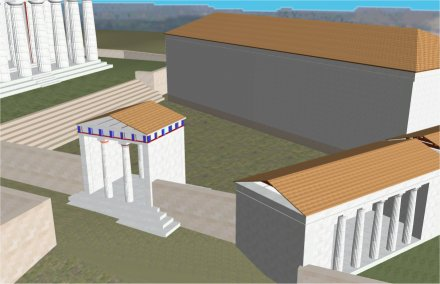
Image de synthèse montrant une reconstitution de la Chalcothèque. À droite se trouve le Brauronéion et à gauche le Parthénon.

La Chalcothèque est un monument de l’Acropole d'Athènes, à l’ouest du Parthénon. Il servait à entreposer les offrandes en bronze.